# Chautauqua Airlines
Chautauqua Airlines (рус. Шато́куа Э́йрла́йнс) — в прошлом региональная авиакомпания Соединённых Штатов Америки со штаб-квартирой в городе Индианаполис (Индиана), США, входила в авиационный холдинг Republic Airways Holdings .
По данным на апрель 2008 года авиакомпания ежедневно выполняла более 680 рейсов в 94 аэропорта Соединённых Штатов и Канады, работая под брендами Delta Connection, AmericanConnection, Continental Express, United Express и US Airways Express соответственно авиакомпаний Delta Air Lines, American Airlines, Continental Airlines, United Airlines и US Airways.
Прекратила операционную деятельность в 2014 году, будучи присоединённой к Shuttle America.
Главным хабом Chautauqua Airlines был Международный аэропорт Индианаполиса, в качестве узловых аэропортов компания использовала Аэропорт Хьюстон (Интерконтинентал), Международный аэропорт Ламберт Сент-Луис, Международный аэропорт Ла Гардиа (Нью-Йорк), Международный аэропорт Цинциннати/Северный Кентукки, Международный аэропорт Вашингтон Даллес и Международный аэропорт Кливленда Хопкинс.

## История
Авиакомпания была образована 3 мая 1973 года в городе Джеймстаун, округ Шатокуа (штат Нью-Йорк) и начала регулярные пассажирские перевозки 1 августа 1974 года. Chautauqua Airlines — один из последних функционирующих авиаперевозчиков из так называемого партнёрского союза местных авиакомпаний «Allegheny Commuter», ставшего в своё время первым объединением независимых региональных и местных авиакомпаний под одной торговой маркой и с единым расписанием полётов.
В 1998 году Chautauqua Airlines была приобретена управляющей компанией «Wexford Management», а в мае 2004 года стала полной собственностью авиационного холдинга Republic Airways Holdings. По состоянию на апрель месяц 2008 года в холдинге работают около 5 тысяч сотрудников.
Chautauqua Airlines эксплуатирует собственный воздушный флот из 95 реактивных самолётов Embraer, в том числе 60 самолётов Embraer ERJ 145, 15 — Embraer ERJ 140 и 14 — Embraer ERJ 135, которые работают под торговыми марками (брендами) пяти крупнейших авиакомпаний США: Delta Air Lines, American Airlines, Continental Airlines, United Airlines и US Airways.
В первой половине 2007 года Chautauqua Airlines получила 24 самолёта CRJ, которые были поставлены на регулярные рейсы в рамках код-шерингового соглашения с Continental Airlines. Несколько самолётов CRJ ранее принадлежали Atlantic Coast Airlines (Independence Air) и другому региональному авиаперевозчику Comair. Chautauqua Airlines была одним из первых в США эксплуатантом лайнеров Embraer 170, однако в 2005 году была вынуждена передать эти самолёты в партнёрскую по холдингу Republic Airways Holdings авиакомпанию Shuttle America после заявлений профсоюза пилотов American Airlines о нарушении ограничения на размеры воздушных судов в региональных авиакомпаниях, использующих бренд AmericanConnection.
В начале 2006 года Chautauqua Airlines открыла в Международном аэропорту Луисвилла (Кентукки) собственную базу по комплексному обслуживанию самолётов, способному работать с девятью самолётами одновременно. В настоящее время авиакомпания имеет центры обслуживания в Индианаполисе, Луисвилле, Колумбусe и Сент-Луисе, прохождение полной процедуры «C-check» самолётов ERJ-135/140/145 осуществляется только в Колумбусе (штат Огайо).
Chautauqua Airlines не имеет собственной ливреи для самолётов, поскольку весь её воздушный флот задействован для работы под брендами других крупных авиакомпаний.

### Награды
- 26 января 2004 года — «Региональная авиакомпания года», журнал Air Transport World[англ.] [5];
- 28 апреля 2004 года — «Региональная авиакомпания года», журнал Regional Airline World[англ.][6];
- 28 апреля 2004 года — Президент и генеральный директор Брайан Брэдфорд назван «Директором года региональной авиакомпании», журнал Regional Airline World[англ.][6];
- 4 февраля 2006 года — «Награда лучшему в авиации», журнал Flight International[7];
- 25 января 2008 года — «Региональная авиакомпания года», журнал Air Transport World[англ.][5].

## Флот
По состоянию на 23 декабря 2009 года флот Chautauqua Airlines состоял из следующих авиалайнеров: